# Olbendorf
Olbendorf (węg. Óbér, burg.-chorw. Lovrenac) – gmina w Austrii, w kraju związkowym Burgenland, w powiecie Güssing. Według Austriackiego Urzędu Statystycznego liczyła 1,44 tys. mieszkańców (1 stycznia 2014).